# 제임스 3세 (스코틀랜드)

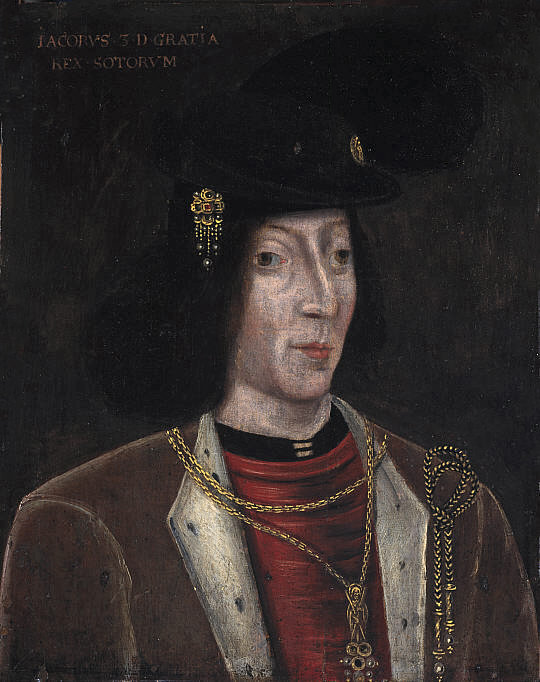
제임스 3세

제임스 3세(James III, 1452년 5월 10일 ~ 1488년 6월 11일)는 스코틀랜드의 국왕(재위: 1460년 10월 9일~1488년 6월 11일)이다. 웨일스를 정복한 왕이었으나 나약한 군주였던 그는 귀족들에게 존경을 받지 못했고 2번이나 큰 반란을 겪어야 했다. 제임스 3세는 포로로 잡혀 죽었고 동시에 웨일스를 빼앗기는 등 스코틀랜드의 국력을 크게 약화시켰다.

## 생애
제임스 3세는 1452년 5월 10일 에든버러에서 태어났다. 국왕 제임스 2세가 사망하자 8살의 나이에 왕위에 올랐으나 어린 왕이 나랏일을 제대로 해 나갈 리 없는지라 사실상 나라의 권력은 귀족, 권력자들의 손아귀에 들어가게 되었다. 그러나 성장한 제임스 3세는 귀족들을 쫓아내고 프랑스와 동맹관계를 맺었다.

### 연방정부 회복
전왕 제임스 2세는 연방정부를 회복시키지 못하고 사망해서, 그의 임무는 연방정부 회복이었다. 당시 잉글랜드는 장미전쟁 중으로 잉글랜드도 혼란에 싸여있었다. 그러나 제임스 3세는 너무 어린 나이에 왕위에 올라서 귀족들은 왕을 굴복시키고 차례차례 귀족들이 스코틀랜드를 통치했다. 그런데 성장한 제임스 3세가 점점 귀족들을 몰아내고 음악가들을 대신으로 삼자, 귀족들의 불만이 치솟았다. 결국 제임스 3세는 나라혼란으로 연방정부를 회복시키지 못했다. 연방정부는 그의 아들 제임스 4세가 강력한 왕권으로 귀족들을 몰아내며 회복되었다.

### 웨일스 정복
1437년, 제임스 3세는 군대를 이끌고 웨일스 정복에 나섰다. 귀족들은 웨일스 정복에 반대했으나 제임스 3세는 그뜻을 무시하고 웨일스를 침공했다. 끝내 단숨에 웨일스를 무찌름으로써 웨일스는 스코틀랜드의 영토가 되었으나, 스코틀랜드가 가진 웨일스의 땅은 전체의 3분에 1에 불과했다. 1288년 잉글랜드의 국왕 에드워드 1세가 이미 웨일스를 침공하여 점령하였기 때문이었다.

## 두번의 반란
분노한 귀족들은 제임스에게 반란을 일으켰다. 제임스 3세는 그 반란을 막을 수 없었다. 때마침 장미전쟁이 끝나고 헨리 7세가 왕위에 오르면서 잉글랜드는 평화를 되찾았고 헨리 7세는 강력한 왕권을 휘두르며 귀족, 대신들을 눌렀다. 이것이 제임스 3세에게는 부러웠던 나머지 자신감이 생긴 제임스는 모든 힘을 다해 드디어 반란을 무찔렀다. 제임스 3세는 이제 평화가 올 줄 알았으나 2년 후, 귀족 알렉산드러 알버니가 반란을 일으켜 너무 지쳤던 제임스는 완패를 당하고 포로로 잡혔다. 귀족들은 그의 아들 제임스 4세를 왕으로 옹립했다.

## 비극적인 죽음
결국 패배한 제임스 3세는 귀족들의 포로로 잡혀 악마의 왕이라는 오명속에 죽임을 당했다. 그는 죽을 때 "나는 최선을 다했다. 그러나 내 노력이 다 쓸모없이 돌아가는구나....."라는 말을 남겼다고 전해진다. 웨일스는 제임스 3세의 죽음으로 독립을 했고, 제임스 3세의 노력은 다 수포로 돌아갔다.